# Stellafly
| Críticas profissionais | Críticas profissionais |
| Avaliações da crítica  | Avaliações da crítica  |
| Fonte                  | Avaliação              |
| ---------------------- | ---------------------- |
| Público (jornal)       | [ 1 ]                  |

Stellafly foi o segundo álbum completo a ser lançado pelo músico de hip hop californiano Ithaka (ou Ithaka Darin Pappas).

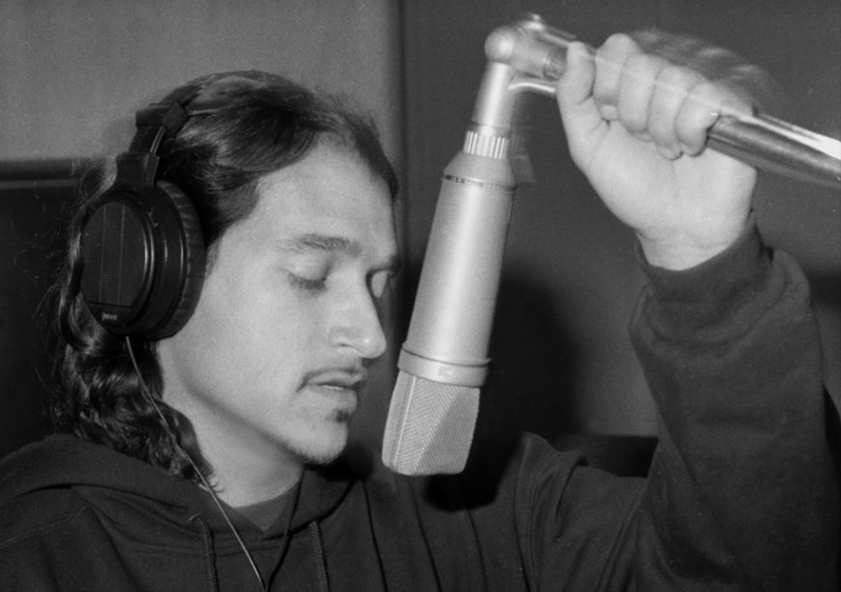
Compositor e vocalista Ithaka Darin Pappas gravando a demo de "Seabra Is Mad" nos estúdios da Valentim de Carvalho em Lisboa, Portugal (Dezembro 1996).

## História
Foi escrito e gravado em Lisboa, Portugal em 1997 (onde Ithaka viveu e trabalhou entre 1992 e 1998) e é baseado em suas próprias aventuras pessoais na Europa Ocidental. Liricamente, o disco cobre muitos tópicos diversos, como abuso de substâncias, surfe de ondas grandes e fantasmas.
Embora o álbum seja o idioma inglês, foi indicado para quatro Prémios Blitz e em 1997 recebeu as principais honras no respeitado jornal Público (jornal) por "Melhor Canção" Seabra Is Mad, "Melhor Vídeo" (Seabra Is Mad), "Artista do Ano" e "Álbum do Ano".
As músicas deste álbum apareceram mais tarde no sucesso jogo de basquete do Xbox 360 em 2007, "NBA 2K7" da NBA 2K (série) e na trilha sonora do filme de surf americano "Second. Thoughts ", vencedor do prêmio Surpresa (revista) Reader's Poll Award de" Melhor Vídeo "de 2004.
O álbum foi produzido por Joe Fossard e consiste em dezessete faixas que apresenta muitos convidados artistas como o guitarrista e co-produtor britânico Ewan Butler, a cantora Marta Dias, o rapper Ace (de Mind Da Gap), o rapper X-Sista, o cantor Hi-Fi Jô , cantora Mimi e outros de Portugal e além.
Embora Ithaka seja um cidadão americano de origem grega, porque o Stellafly foi feito em Portugal e utilizou muitos artistas convidados portugueses, ele (e Ithaka é anterior) O álbum, Flowers And The Color Of Paint) é frequentemente incluído no gênero de música conhecido como Hip hop Tuga, juntamente com artistas como General D, Boss AC, etc.

## Na Cultura Popular
A canção Seabra Is Mad foi apresentada na trilha sonora do jogos de video de 2007 NBA 2K7 e também apareceu no documentário de surf, Chasing The Lotus, dirigido por Gregory Schelle. 

## Fotografia da Capa
A imagem da capa original do álbum foi criada pelo próprio Ithaka Darin Pappas; uma fotografia de uma mulher vestindo um maiô de arame na frente da escultura (chamada Mo' Stellafly) de seu corpo de obra de arte chamada, The Reincarnation Of A Surfboard.

## Faixas
| N.º | Título                                               | Duração |  |
| 1.  | "The Bum With Blue Blood"                            | 5:31    |  |
| 2.  | "Substance-Free Exile"                               | 3:38    |  |
| 3.  | "The Plot" (com Mimi)                                | 3:15    |  |
| 4.  | "Eden By The Sea" (com Josette)                      | 4:30    |  |
| 5.  | "Ain't No Breeze"                                    | 3:55    |  |
| 6.  | "Butterfly Of Wisdom"                                | 5:12    |  |
| 7.  | "Seabra Is Mad"                                      | 4:22    |  |
| 8.  | "Stay Strong Little Brother" (com Josette)           | 4:12    |  |
| 9.  | "Capricorn And Cancer" (com X-Sista do grupo Djamal) | 4:07    |  |
| 10. | "King Tardy"                                         | 2:13    |  |
| 11. | "Sunny The Bunny" (com os Red Beans)                 | 2:46    |  |
| 12. | "Sushi Pack Subway" (com os Red Beans)               | 1:18    |  |
| 13. | "Alabama Cave Party" (com Ace do grupo Mind Da Gap)  | 7:57    |  |
| 14. | "The Rise And Fall Of A Fortune"                     | 4:03    |  |
| 15. | "Spiritual Graveyard"                                | 3:47    |  |
| 16. | "Ursula Of Ithaka" (com Marta Dias)                  | 4:35    |  |
| 17. | "Stellafly"                                          | 8:32    |  |

## Articles Sobre O Disco, Stellafly
- 2008 Surfline [USA] "Saltwater Nomad" por Steve Zeldin[15]
- 2013 Journal I [Portugal] - "Ithaka Is Also Mad" por Beatriz Silva[16]
- 2013 Rock/Pop Portuguesa - por Katia Abreu[17]